# شبکه ورزشی دبی
شبکه ورزشی دبی (دبي الرياضية) یک ایستگاه تلویزیونی عربی زبان که از دبی، امارات متحده عربی پخش میشه و متعلق به Dubai Media Incorporated است و شامل ۶ شبکه ورزشی می شود.

## شبکه ها
- Dubai Sport HD
- Dubai Sport 2
- Dubai Sport 3
- Dubai Racing 1
- Dubai Racing 2
- Dubai Racing 3